# Mateusz Cetnarski
Mateusz Cetnarski, né le 6 juillet 1988 à Kolbuszowa, est un footballeur professionnel polonais. Il occupe actuellement le poste de milieu de terrain au Sandecja Nowy Sącz, club de première division polonaise.

## Biographie

### Sa formation dans les Basses-Carpates
Formé au Kolbuszowianka Kolbuszowa, le club de sa ville natale, Mateusz Cetnarski rejoint ensuite Łódź et l'une de ses équipes amatrices. Il part en 2006 au SMS Bałucz, et y reste une saison.

### Ses débuts au GKS Bełchatów, puis la confirmation
Avant le début de la saison 2007-2008, Cetnarski signe au GKS Bełchatów, qualifié pour la Coupe UEFA en tant que vice-champion de Pologne en titre. Tout d'abord placé en équipe réserve, il est peu à peu incorporé au groupe professionnel et fait ses débuts en championnat le 22 septembre 2007 contre le Jagiellonia Białystok. Lors de sa première saison, il joue neuf matches d'Ekstraklasa et quatre autres de Coupe de la Ligue. 
L'année suivante, Mateusz Cetnarski gagne sa place dans le milieu de terrain de la Brunatna Stolica. Le 18 octobre 2008, il marque le premier but de sa carrière professionnelle face au Polonia Bytom, et donne la victoire à son club à quelques secondes de la fin du match. Il ne manque ensuite pratiquement pas une seule rencontre de championnat, et inscrit trois buts de plus. Toujours autant utilisé la saison suivante, il est appelé à de nombreuses reprises en équipe polonaise espoirs. Sur le plan collectif, son équipe marche plutôt bien en première division, terminant à la cinquième place. 
En juin 2010, alors qu'il vient de recevoir sa première convocation pour l'équipe nationale, il décide de rompre son contrat avec Bełchatów. Le 2, il joue son premier match international contre la Serbie, remplaçant son ancien coéquipier Dawid Nowak à la soixante-et-onzième minute. Après avoir joué le match suivant contre l'Espagne, le joueur reçoit sa première offre de transfert en provenance du club anglais de Barnsley. Alors que la transaction est proche de se conclure, Cetnarski se blesse lourdement à la cheville et est donc contraint de rester en Pologne. Bełchatów lui propose alors un nouveau contrat de deux ans, qu'il accepte. Une fois remis sur pied, il retrouve sa place sur le terrain, et termine la saison sur une anonyme dixième place.

### Un nouveau départ
Le 27 juin 2011, Cetnarski signe un contrat de trois ans au Śląsk Wrocław,, qualifié pour la Ligue Europa 2011-2012.